# 甜面酱

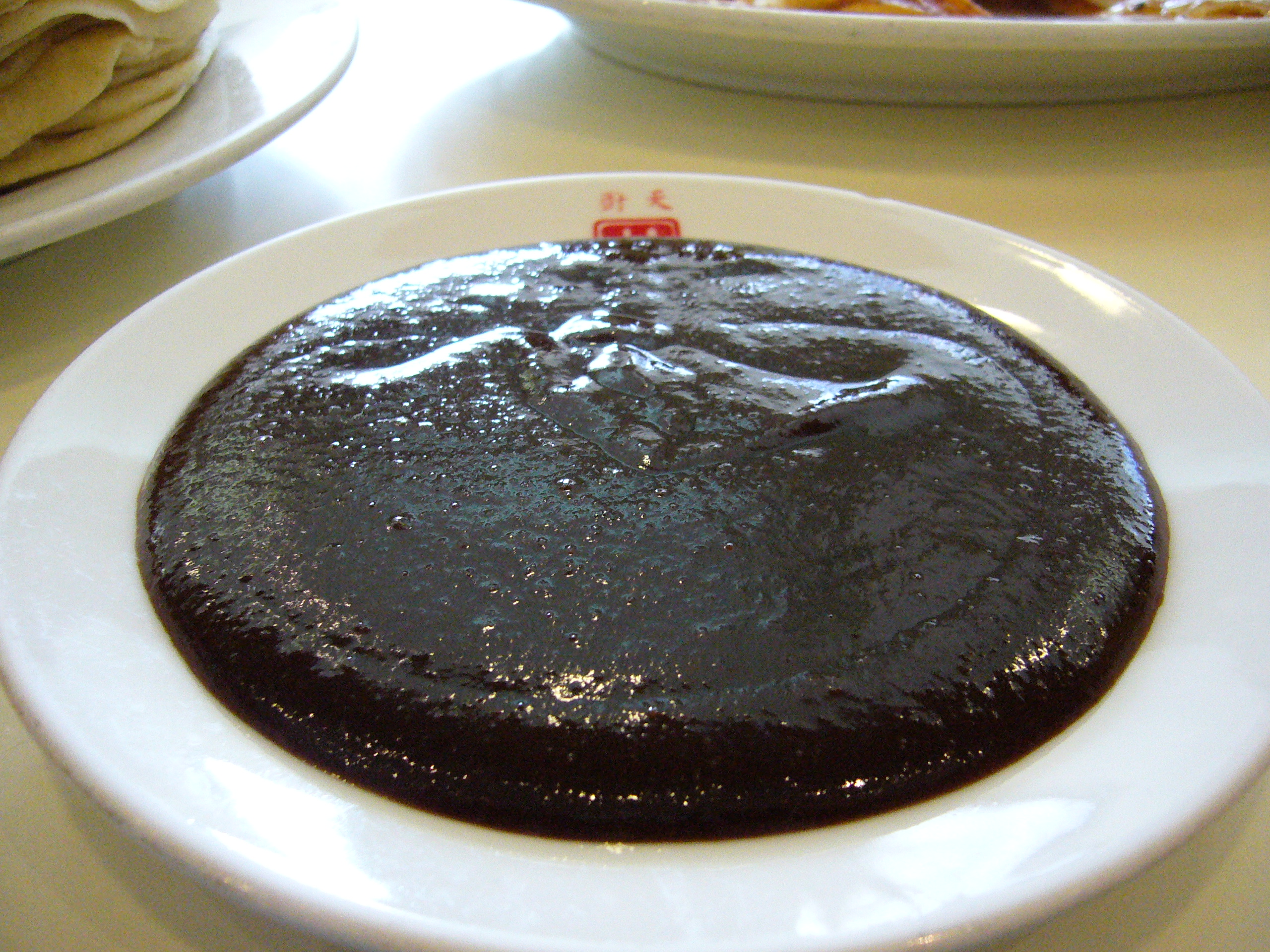
甜麵醬

甜麵酱，是以小麦面粉为原料的酿造麵酱，在中国被用作调味品。已知最早的甜麵醬為保定麵醬，始產於1671年（清康熙十年）。
成品为黄褐色或红褐色、鲜艳有光泽，有酱香和酯香气，滋味以甜为主，略带咸味。通常用作烹饪酱爆和酱烧菜的重要作料，常见的如、京酱肉丝、酱爆鸡丁等；除作为作料外，甜麵酱还常常被用来蘸食烤鸭、大葱等，亦或裹入煎饼等小吃中调味。

## 分类
可分稀甜面酱和稠甜面酱（乾甜面酱）两类。前者一般色澄黄，呈流体状，用来调味和制造酱菜；后者色棕红，粘稠，主要用于调味。

## 制造工艺
酿造甜面酱的原料为面粉、食盐、水和微生物（亦可加糖），其中微生物主要是米曲霉（Aspergillus oryzae）。面粉和成面团后蒸熟，接种曲霉，发酵15-20天；加入盐水再发酵几个月成熟。其间，原料裡的淀粉被微生物水解成糖类，为甜面酱甜味的主要来源。有时候在发酵期间加入红麴以改善颜色。
现代也有不经过发酵、而是使用酶的制造工艺。